# Ugo Betti
Ugo Betti (n. 4 februarie 1892, Camerino, Marche, Regatul Italiei – d. 9 iunie 1953, Roma, Italia) a fost un dramaturg și judecător italian, considerat al doilea mare dramaturg din această țară, după Pirandello.

## Opera
- 1922: Regele meditativ ("Il re pensieroso");
- 1926: Stăpâna casei ("La Padrona");
- 1929: Casa sub apă ("La casa sull'acqua");
- 1932: Canțonete ("Canzonette");
- 1937: O frumoasă duminică de septembrie ("Una bella domenica di settembre");
- 1944: Corupție la Palatul de justiție ("Corruzione al Palazzo di Giustizia");
- 1948: Ape tulburi ("Aque turbate");
- 1949: Regina și rebelii ("La regina e gli insorti ");
- 1950: Delict în Insula Caprelor ("Delitto all'isola delle capre").